# دیوید چیپرفیلد
دیوید چیپرفیلد (انگلیسی: David Chipperfield؛ زادهٔ ۱۸ دسامبر ۱۹۵۳) یک معمار اهل بریتانیا است.